# Vierzon
Vierzon es una comuna francesa situada en el departamento de Cher, de la región Centro-Valle de Loira.

## Geografía
Vierzon atravesada por varios ríos, el principal de ellos el también denominado Cher, un afluente del Loira.
Tiene gran importancia como nudo de transportes, principalmente ferroviario, ya que en la localidad confluyen la línea  París-Toulouse y la Lyon-Nantes. Además por el municipio discurren las autopistas A71, A85 y A20.

## Historia
Hasta las elecciones municipales de marzo de 2008, su ayuntamiento estaba gobernado por Jean Rousseau desde el año 1990. Fue excluido del partido socialista en 1990 por causa de alianza con la derecha en el consejo municipal contra los comunistas. Desde 2008, el alcalde es Nicolas Sansu (PCF).

## Demografía
| 4 193 | 3 984 | 3 887 | 4 159 | 4 706 | 4 980 | 5 679 | 6 685 | 6 730 | 6 836 | 7 740 | 8 224 | 8 296 | 8 995 | 9 969 | 10 514 | 10 559 | 11 392 | 11 796 | 12 080 | 11 856 | 11 378 | 11 682 | 11 314 | 10 039 | 26 017 | 28 627 | 31 549 | 33 775 | 35 699 | 34 209 | 32 235 | 29 719 | 27 723 |
| Para los censos de 1962 a 1999 la población legal corresponde a la población sin duplicidades (Fuente: INSEE [Consultar]) |       |       |       |       |       |       |       |       |       |       |       |       |       |       |        |        |        |        |        |        |        |        |        |        |        |        |        |        |        |        |        |        |        |

## Economía
La economía de Vierzon se basa casi por completo en la industria, principalmente metalurgia, como la fabricación de rodamientos. La industria química también tiene sitio en la ciudad con una planta de fabricación de carbón activado. Su magnífica situación geográfica en el centro del país, hace que la ciudad se sitúe como un importante centro logístico de transportes. En la zona norte de la ciudad se desarrolla una importante zona comercial.

## Personajes célebres
- Célestin Gérard (1821-1885), padre de la revolución industrial agrícola.
- Maurice Mac-Nab (1856-1889), cantante.
- Madeleine Sologne (1912-1995), actriz de teatro y cine.
- Édouard Vaillant (1840-1915), político socialista del siglo XIX.

## Monumentos y turismo
- Iglesia de Notre-Dame, construida entre los siglos XII y XV.
- Campanario del siglo XII.
- Museo de las termas (entrada gratuita).
- Jardines de Vierzon, situados en el centro de la ciudad.
- Museo ferroviario Laumonier.
- Casco histórico medieval.
- Fábrica de porcelana de Gaucher Blin. Antigua fábrica de porcelana, (1881-1959).

## Ciudades hermanadas
- Barcelos, Portugal
- Bitterfeld, Alemania
- Rendsbourg, Alemania
- Develi, Turquía
- Dongxihu, China
- El Jadida, Marruecos
- Hereford, Inglaterra
- Kahalé, Líbano
- Kamienna Gora, Polonia
- Miranda de Ebro, España
- Sig, Argelia
- Ronvaux, Francia
- Wittelsheim, Francia